# Ставре Спиров
Ставре Спиров е български революционер, деец на Вътрешната македоно-одринска революционна организация.

## Биография
Ставре Спиров е роден през 1881 година в град Битоля, тогава в Османската империя. Завършва пети клас в Битолската българска класическа гимназия и се занимава с търговия. През 1902 година става член на ВМОРО и действа като терорист. През Илинденско-Преображенското въстание е битолски центрови войвода.
Ставре Спирков участва в Балканска война като доброволец в Македоно-одринското опълчение в четата на Евстатий Шкорнов и Сборната партизанска рота на МОО. Ранен е на 22 юни 1913 година. През Първата световна война служи в 64 пехотен полк на 11 дивизия. Умира в София на 16 декември 1934 година